# Локотська республіка
Локотська республіка (Локотське самоврядування, Локотський округ, Локотська волость) — самоврядне (автономне) колабораційне утворення на території РРФСР, що існувало у 1941-1943 роках, яке вело боротьбу з радянськими партизанами  та диверсійними групами НКВС на боці нацистської Німеччини.

## Поява
Локотську республіку на території нинішньої Брянської області та навколишніх територій РФ проголосили в листопаді 1941 року два інженери місцевого спиртзаводу: Костянтин Воскобойнік та Броніслав Камінський. Воскобойнік і Камінський заснували свою республіку через місяць після того, як гітлерівці окупували Брянщину. Локотське самоврядування проіснувало з листопада 1941 по серпень 1943 року. Адміністративний центр знаходився в селищі міського типу Локоть (тогочасно — Орловської області, тепер — Брянської області). Адміністративна система, яка тут існувала, багато в чому повторювала систему, які практикувалися в інших окупованих областях. Головною відмінністю було те, що вся повнота влади на місцях належала тут не німецьким комендатурам, а органам місцевого самоврядування. Будь-яким німецьким органам влади заборонялося втручатися у внутрішні справи «Локотської волості». Німецькі установи на території Локотського округу обмежували свою діяльність лише допомогою і порадами керівникам округу та його районів.
На території округу була зроблена вдала спроба створити і легалізувати свою партію — Націонал-соціалістичну партію Росії (НСПР) і утворити незалежний російський уряд.
«Автономія» охопила площу восьми районів (сучасні Брасовський, Комарицький Навлінський, Севський, Суземський райони Брянської області, Дмитрієвський та Желєзногорський райони Курської області і Дмитровський район Орловської області. За своїми розмірами Локотській округ перевищував територію Бельгії. Мав статус національного утворення і мав власні збройні сили — Російську визвольну народну армію (РОНА) — сильне боєздатне об'єднання, створене за зразком народної міліції, яке складалося з 14 батальйонів загальною кількістю до 20 тис. чоловік.
Берлін визнав автономію Локотської республіки вже за 2 тижні після офіційного звернення. Гітлерівське командування на Східному фронті одержало наказ всіляко підтримувати і захищати російських націонал-соціалістів.

## Адміністративний поділ та кордони

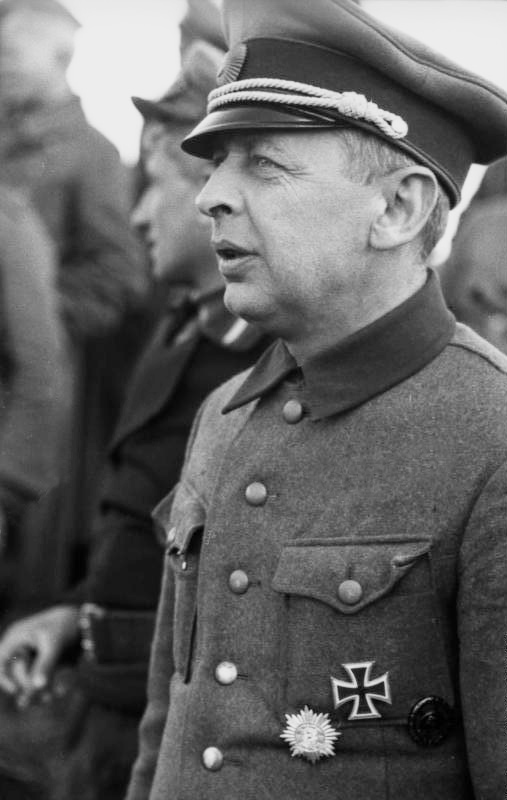
Броніслав Камінський

Локотська республіка була офіційно визнана німецькою владою 15 листопада 1941 року. Спочатку її влада поширювалась лише на Локотський (нині Брасовський) район, потім — на Локотський повіт, з приєднанням до нього територій Навлінського і Комарицького районів (Орловської, тепер Брянської області) і Дмитрівського району Курської (нині Орловської) області. З липня 1942 Локотській повіт був реорганізований в Локотський округ і включив в себе 8 районів, що збереглися й донині (Брасовський, Суземський, Комарицький, Навлінський, Михайлівський, Севський, Дмитрієвський, Дмитровський).
Територіально вона охоплювала кілька районів на південному заході Брянщини і межувала, зокрема, з Сумською областю України. Республіка мала всі формальні ознаки держави — кордони, виборне самоуправління, уряд, главу держави, (спочатку Воскобойніка, а з 8 січня 1942 р. Камінського), міліцію і навіть свої збройні сили — Російську Визвольну Народну Армію. Офіційною ідеологією Локотської республіки став націонал-соціалізм, правлячою партією — Націонал-соціалістична партія Росії.
Кожен район ділився на 5—6 волостей, кожна з яких мала волосне управління на чолі з волосним старшиною, а на чолі району стояв російський бургомістр зі своїм апаратом управління. Спочатку главою самоврядування, коли воно мало статус району та повіту, був бургомістр Костянтин Воскобойник, а після його загибелі — його колишній заступник Броніслав Камінський, який став обер-бургомістром Локотского округу.

## Збройні сили
На початку 1943 року озброєні формування на території Локотського округу налічували 15 батальйонів чисельністю 12—15 тисяч вояків. На думку історика Бориса Соколова, у середині 1943 р. загальна чисельність РОНА не перевищувала 12 тисяч, і вона не в змозі була самостійно впоратися з партизанськими загонами, котрі перевершували її за загальною чисельністю, що зумовило потребу залучати на допомогу угорські й німецькі окупаційні війська. Камінській проводив мобілізацію чоловіків 18—20 років, для чого нерідко доводилося вдаватися до захоплення заручників із сімей тих, що ухилялися від призову.

## Зіткнення із Червоною армією та партизанами-диверсантами

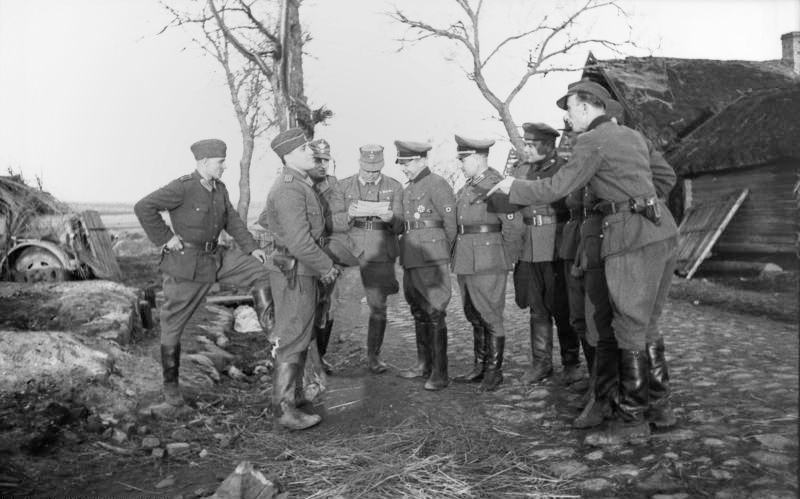
Броніслав Камінський в оточенні вояків РОНА

Радянські диверсійні загони НКВС нападали на населення округу і вели бойові дії з РОНА. З травня по жовтень 1942 року диверсанти НКВС 540 разів намагалися атакувати охоронні сили округу. Зважаючи на терор і вбивство місцевих цивільних осіб диверсантами НКВС, керівництво округу підтримувало порядок жорстокими репресіями проти осіб, запідозрених у зв'язках з партизанами-диверсантами.
Хвиля терору у відповідь вилилася в надзвичайно велике число жертв. Розстріляли, повісили та замордували понад 10 тисяч осіб, зокрема спалили живцем 203 людини. Повністю спалено 24 села і 7300 дворів, зруйновано 767 громадських і культурних установ. З одного лише Брасівського району на роботу до Німеччини було вигнано 7 тисяч осіб.
5 вересня 1943 року німецьку армію було витіснено із Локотя силами 2-го танкового батальйону 197-ї танкової бригади 30-го Уральського добровольчого танкового корпусу спільно з частинами 250-ї стрілецької дивізії. При відступі німецької армії озброєні формування Локотського округу під командуванням Броніслава Камінського, а також члени сімей військовослужбовців і всі, хто не хотів залишатися на радянській території (30 тисяч людей), у серпні 1943 року пішли разом з німецькою армією в місто Лепель Вітебської області, де на якийсь час була створена Лепельська республіка, а РОНА брала участь у військових операціях проти радянських партизан до літа 1944 р. Звідси бригада РОНА у складі військ СС була перекинута до Польщі, де, зокрема, брала участь у придушенні Варшавського повстання.
Вже після відходу РОНА опір радянській владі, що супроводжувався частими озброєними зіткненнями з підрозділами НКВС, тривав на території Брянщини і Орловщини аж до 1951 року.

## Поліція та порядок у республіці
Був випадок, коли за особистим розпорядженням Камінського провели слідство й суд над двома військовослужбовцями угорського корпусу у складі німецької армії за мародерство і вбивство. Злочинців засудили й публічно стратили.
Виконувала смертні вироки кат Локотського округу Антоніна Макарова, що стратила близько 1500 осіб, у тому числі партизан, членів їхніх сімей, жінок і підлітків. Заарештована 1978 року та розстріляна 1979 року за вироком радянського суду.

### Винищення євреїв
Єврейське населення Локотського округу повністю знищили. У розстрілах особливо відзначився начальник поліції Суземського району Прудников. Так, у Суземці було розстріляно 223 євреї.

## Економіка
При мінімальному контролі з боку німецької адміністрації Локотське самоврядування досягло помітних успіхів у соціально-економічному житті округу: тут була скасована колгоспна форма господарювання і введена необтяжлива система податків. Конфісковане при так званому «розкуркуленні» радянською владою майно безоплатно поверталося колишнім власникам, при втраті передбачалися відповідні компенсації. Розмір подушної ділянки для кожного жителя самоврядування становив близько 10 гектарів. За час існування самоврядування були відновлені і пущені в експлуатацію багато промислових підприємств, що займалися переробкою сільськогосподарської продукції. Німецька влада воліла не втручатися у внутрішні справи Локотского самоврядування, яке відповідало за збір податків, безпеку німецьких вантажів на своїй території та забезпечення німецьких військ продовольством. Єдиним платіжним засобом був радянський рубль.

## Цивільне життя
У республіці діяли 345 шкіл, майже 50 лікарень і медпунктів і навіть спортивні клуби. У перші ж дні було відкрито практично всі закриті радянською владою церкви. Видавалися свої газети.

## Реакція СРСР
Сам факт існування нехай невеликої, але все ж таки російської фашистської державки став для Кремля джерелом постійної тривоги. Сталіну регулярно доповідали про стан справ у Локоті й околицях. До кордонів республіки підтягли значні сили спеціальних загонів НКВС, замаскованих під червоних партизанів. Справа була не в мілітарній потузі брянських сепаратистів. Чисельна кількість їхньої армії разом із міліцією ніколи не перевищувала 15 тисяч чоловік - відносно малий відсоток на тлі мільйонних армій СРСР та Німеччини. Сталіна найбільше лякала ідеологія, що припала до душі (хоча й з різних міркувань) певній частині радянських громадян.

## Кінець республіки
Історія Локотської республіки завершилася восени 1944 року. На той час Камінський у Варшаві, придушував антигітлерівське повстання поляків. Відчуваючи близький кінець, Камінський спробував запропонувати свої послуги командуванню УПА, але дістав рішучу й категоричну відмову. Невдовзі «комбрига Камінського», як він себе називав, пристрелили гестапівці, а рештки його війська влили до складу підрозділів генерала Власова.

## Спроба реабілітації

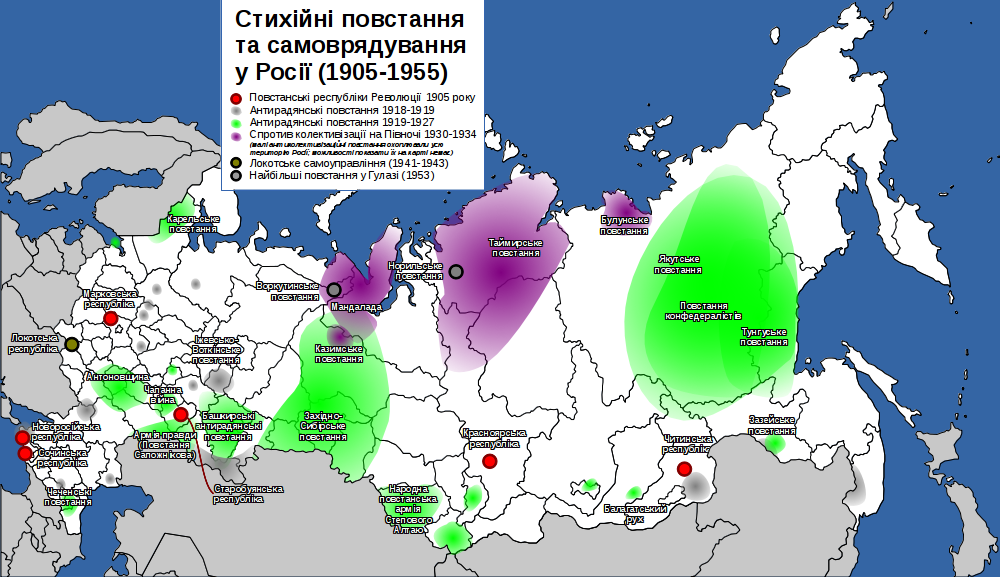
Локотська республіка в контексті стихійних повстань та самоврядування в Росії

Сергій Верьовкін, автор нещодавно виданої в Росії книги «Найзабороненіша книга про Другу Світову. Чи була альтернатива Сталіну?», стверджує, що в роки Другої світової у російського народу була реальна альтернатива сталінському режиму — так звана «Локотська Республіка», створена на окупованій німцями території, що мала російську адміністрацію, органи самоврядування і боєздатну армію, яка боролася проти радянських партизанів, і що «локотчанів» варто вважати не зрадниками Батьківщини і пособниками гітлерівців, а патріотами, які намагалися відродити національну Росію. І це не єдина книга про «локотську альтернативу».